# Gemerský Jablonec
Gemerský Jablonec é um município da Eslováquia, situado no distrito de Rimavská Sobota, na região de Banská Bystrica. Tem 10,44 km² de área e sua população em 2018 foi estimada em 704 habitantes.

## Demografia
| Ano:        | 1994 | 2004   | 2014   | 2024   |
| ----------- | ---- | ------ | ------ | ------ |
| Broj ljudi: | 662  | 686    | 715    | 690    |
| Razlika:    |      | +3,62% | +4,22% | -3,49% |

| Ano:               | 2023 | 2024   |
| ------------------ | ---- | ------ |
| Número de pessoas: | 708  | 690    |
| Diferença:         |      | -2,54% |